# إي إم دي
إي إم دي (بالإنجليزية: Advanced Micro Devices أو اختصارا AMD)‏، هي شركة أمريكية متعددة الجنسيات لأشباه الموصلات، يقع المقر الرئيسي للشركة في سانتا كلارا، كاليفورنيا. تقوم بتطوير معالجات الكمبيوتر والتقنيات ذات الصلة لأسواق الأعمال والمستهلكين. بينما كانت الشركة تصنع معالجاتها الخاصة في البداية، بعد أن تم إطلاق جلوبل فاونديرز [الإنجليزية] في عام 2009، استعانت الشركة لاحقًا بمصادر خارجية لتصنيعها، وهي ممارسة تُعرف باسم "التصنيع بدون إنتاج أشباه الموصلات" [الإنجليزية]. وتشمل المنتجات الرئيسية لشركة إي إم دي: المعالجات الدقيقة، واللوحات الأم، والمعالجات المُدمجة ومعالجات الرسوميات للخوادم ومحطات العمل والحواسيب الشخصية وأجهزة الكمبيوتر وتطبيقات النظام المُدمجة.

## التاريخ

### أول اثنتي عشرة سنة
تم دمج «أدفانسيد ميكرو ديفايس» رسميًا بواسطة جيري ساندرز، جنبًا إلى جنب مع سبعة من زملائه من فيرتشايلد لأشباه الموصلات، في 1 مايو 1969. كان ساندرز، وهو مهندس كهربائي كان مديرًا للتسويق في فيرتشايلد، يشعر بالإحباط، مثل العديد من المديرين التنفيذيين في فيرتشايلد، بسبب النقص المتزايد في الدعم والفرص والمرونة داخل الشركة، وقرر المغادرة لبدء شركة أشباه الموصلات الخاصة به. روبرت نويس، الذي طور أول دائرة متكاملة من السيليكون في فيرتشايلد عام 1959، ترك فيرتشايلد مع غوردون مور وأسس شركة إنتل لأشباه الموصلات في يوليو 1968.
في سبتمبر 1969، انتقلت إي إم دي من موقعها المؤقت في سانتا كلارا إلى سانيفال، كاليفورنيا. لتأمين قاعدة عملاء على الفور، أصبحت إي إم دي في البداية موردًا ثانويًا [الإنجليزية] للرقائق الدقيقة التي صممها فيرتشايلد وناشونال لأشباه الموصلات [الإنجليزية]. ركزت إي إم دي أولاً على إنتاج شرائح منطقية. ضمنت الشركة مراقبة الجودة وفقًا للمعايير العسكرية الأمريكية [الإنجليزية]، وهي ميزة في بداية صناعة الكمبيوتر نظرًا لأن عدم الموثوقية في الرقائق الدقيقة كانت مشكلة مميزة أراد العملاء (بما في ذلك الشركات المصنعة لأجهزة الكمبيوتر وصناعة الاتصالات السلكية واللاسلكية ومصنعي الأدوات) تجنبها.
في نوفمبر 1969، صنعت الشركة أول منتج لها: أيه إم 9300 (بالإنجليزية: Am9300)‏، وهو سجل إزاحة مُدمج بحجم 4 بت، والتي تم بدأ بيعها في عام 1970. أيضًا في عام 1970، أنتجت إي إم دي أول منتج مملوك لها، العداد المنطقي أيه إم 2501 (بالإنجليزية: Am2501)‏، والذي كان ناجحًا للغاية. كان منتجها الأكثر مبيعًا في عام 1971 هو أيه إم 2505 (بالإنجليزية: Am2505)‏، وهو أسرع مُضاعف كان متاح في وقتها.
في عام 1971، دخلت إي إم دي سوق شرائح ذاكرة الوصول العشوائي، بدءًا من أيه إم 3101 (بالإنجليزية: Am3101)‏، وهي ذاكرة وصول عشوائي ثنائية القطب تبلغ 64 بت. في ذلك العام، زادت إي إم دي بشكل كبير من حجم مبيعات دوائرها المتكاملة الخطية، وبحلول نهاية العام وصل إجمالي مبيعات الشركة السنوية إلى 4.6 مليون دولار أمريكي.
تم طرح إي إم دي للاكتتاب العام في سبتمبر 1972. كانت الشركة المصدر الثاني لدارات إنتل موسفت/دارات المتكاملة ذات عدد كبير من البوابات بحلول عام 1973، مع منتجات مثل أيه إم 14/1506 وأيه إم 14/1507، وسجل إزاحة ديناميكي مزدوج بحجم 100 بت. بحلول عام 1975، كانت إي إم دي تنتج 212 منتجًا - منها 49 منتجًا مملوكًا لها، بما في ذلك أيه إم 9102 (ذاكرة وصول عشوائية ساكنة من نوع الموصل ن [الإنجليزية] بـ قناة بحجم 1024 بت) وثلاث دارات المتكاملة ذات عدد متوسط من البوابات منخفضة الطاقة شوتكي [الإنجليزية]: إيه إم 25LS07، إيه إم 25LS08، و إيه إم 25LS09.
في عام 1971، أنشأت إنتل أول معالج دقيق بدقة 4 بت و يسمي إنتل 4004. بحلول عام 1975، دخلت إي إم دي سوق المعالجات الدقيقة مع إيه إم 9080 [الإنجليزية]، وهي نسخة هندسية عكسية من إنتل 8080، وعائلة المعالجات الدقيقة إيه إم 2900 [الإنجليزية] بتقنية تقسيم بيت [الإنجليزية]. عندما بدأت إنتل في تثبيت الكود المصغر في معالجاتها الدقيقة في عام 1976، دخلت في اتفاقية ترخيص متبادل [الإنجليزية] مع إي إم دي، والتي منحها ترخيص حقوق النشر للكود المصغر في المعالجات الدقيقة والأجهزة الطرفية، اعتبارًا من أكتوبر 1976.

## معلومات اقتصادية عن الشركة
في شهر فبراير من عام 2007 بلغ رأس المال السوقي حوالي 8.5 مليار دولار، وتعتبر الشركة هي السابعة من بين مصنعي أشباه الموصلات حيث وصلت إيراداتها عام 2006 إلى 7.4 مليار دولار تقريباً.
يقود الشركة في الوقت الحالي الدكتور هيكتور رويز كرئيس مجلس إدارة الشركة ويدير الشركة الرئيس التنفيذي ليزا سوا

## تاريخ الشركة
بدأت الشركة كمنتجة للدوائر المنطقية في عام 1969، ثم اتجهت إلى تصنيع ذاكرة الوصول العشوائي في عام 1975، وفي نفس العام استطاعت الشركة إنتاج نسخة من معالج انتل8080 الدقيق باستخدام الهندسة العكسية
وفي هذه الأثناء حاولت الشركة تكوين تصور بخصوص إنتاج معالجات أكثر تطوراً ومحاولة تنويع بطاقات الرسوميات والصوتيات الخاصة بالحاسب الآلي، واستطاعت تحقيق بعض النجاحات في منتصف الثمانينات من خلال إنتاج معالجات AMD7910 وAMD7911، وبعد ذلك قررت الشركة التركيز الكامل على معالجات إنتل الدقيقة والذاكرات الوميضية، وهذا يجعلهم في منافسة مباشرة مع شركة إنتل في إنتاج معالجات x86 والذاكرات الوميضية.

## وصلات خارجية
- الموقع الرسمي